# Ауканкильча
Ауканкильча (исп. Aucanquilcha) — вулкан, расположенный в области Антофагаста, Чили.
Ауканкильча — стратовулкан, высотой — 6176 м. Данный вулкан является одним из наиболее молодых 20 вулканов, который его окружают[уточнить]. Он создаёт 9-километровый хребет с четырьмя вершинами, которые достигают в высоту более 6000 метров. Общий объём застывшей извергнутой лавы составляет 37 км³. Вулканическая деятельность началась около 11 миллионов лет назад и закончилась в позднем плейстоцене. В настоящее время на вулкане заметна фумарольная активность.
С 1913 по 1990 годы в предгорьях вулкана находился рудник по добыче серы. Места постоянного проживания рабочих находились на высоте 5500 метров. В пределах вулкана существует одна из самых высокогорных дорог в мире, которая достигает высоты 5900 метров.
Данный вулкан являлся святилищем для племён инка.